# Lederstiel-Täubling
Der Lederstiel-Täubling (Russula viscida, Syn.: Russula artesiana) ist ein Pilz aus der Familie der Täublingsverwandten. Der Täubling könnte leicht mit einer ganzen Reihe anderer Täublinge verwechselt werden, wenn sich seine Stielbasis mit KOH nicht leuchtend rot anfärben würde.

## Merkmale

### Makroskopische Merkmale
Der 8 bis 18 (bis zu 25) cm breite, hartfleischige und auch im Alter feste Hut ist schon bald niedergedrückt. Der Hutrand ist glatt, meist wellig bis unregelmäßig gelappt mit rötlicher Randlinie. Der Hut ist anfangs dunkel wein- bis purpurrot, oder violett bis purpurschwarz und erinnert stark an den Purpurschwarzen Täubling. Oft ist er aber auch wie der Braune Ledertäubling rotbraun gefärbt. Die Farben blassen aber schon bald von der Mitte her gelblich bräunlich oder oliv-ocker aus, wobei am Rand meist ein rötlicher Saum erhalten bleibt. Die Huthaut ist in der Jugend klebrig oder schmierig, im Alter ist sie oft radial-runzelig und fast matt und glanzlos. Sie ist nicht oder nur kaum abziehbar.
Die ziemlich schmalen und mehr oder weniger bogigen Lamellen sind jung weiß und später bei Reife cremefarben. Im Alter werden sie oft rostfleckig. Das Sporenpulver ist fast weiß.
Typisch ist der kräftige und dabei auffallend feste, fast harte Stiel. Er ist 10 bis 15 cm lang und 2 bis 4 cm breit. Er ist leicht keulig, zuerst weißlich, bräunt aber schon bald von der Basis her, sodass selbst junge Pilze schon eine starke Bräunung aufweisen.
Auch das weiße Fleisch hat eine deutliche Tendenz zum Bräunen. Es verfärbt sich von der Stielbasis aufwärts rötlich braun. Der Geruch ist leicht säuerlich, der Geschmack schärflich. Das Stielfleisch ist fast mild, während die Lamellen deutlich scharf schmecken. Die Schärfe vergeht aber schnell wieder. Oft schmeckt dieser Täubling schärfer als der Purpurschwarze Täubling. Die Forma acris ist merklich scharf.

### Mikroskopische Merkmale
Die rundlichen bis breitelliptischen Sporen sind 7,6–11 µm lang und 6–9 µm breit. Der Q-Wert (Quotient aus Sporenlänge und -breite) ist 1,1–1,3. Das Sporenornament wird bis 0,5 µm hoch und besteht aus rundlichen bis leicht verlängerten Warzen, die mehrheitlich netz- bis perlschnurartig miteinander verbunden sind und so ein nahezu vollständiges Netz bilden.
Die keuligen, 4-sporigen Basidien sind 40–50 µm lang und 10–13 µm breit. Die 45–115 µm langen und 8–9 µm breiten Cheilozystiden auf den Lamellenschneiden sind spindelig und an ihrer Spitze appendikuliert, das heißt, sie tragen ein kleines Anhängsel (Appendix). Die Pleurozystiden messen 50–115 × 8–10 µm und sind ähnlich geformt, allerdings sind sie seltener appendikuliert. Insgesamt sind alle Zystiden zahlreich und lassen sich mit Sulfobenzaldehyd-Reagenz nicht oder nur schwach anfärben.
Die Huthaut (Epicutis) besteht aus pfriemförmigen, zylindrischen bis schwach keuligen, haarartigen, 2–4 µm breiten Hyphen, die teilweise septiert und verzweigt sein können. Die Hyphenwände sind schwach gelatinisiert, dazwischen finden sich zylindrische bis keulige, 4–8 µm breite Pileozystiden, die an ihrer Spitze oft etwas eingeschnürt und ein- bis mehrfach septiert sind. Mit Sulfobenzaldehyd färben sie sich schwach grauschwarz an.

## Artabgrenzung
Verwechseln kann man den Pilz am leichtesten mit dem in Europa häufigen Schwarzroten Täubling, der genau am gleichen Standort vorkommen kann. Der Lederstiel-Täubling hat einen eher verdickt keuligen, gebräunten Stiel, während der Purpurschwarze Täubling einen schlanken, mehr zylindrischen Stiel hat, der im Alter fast stets in der Rinde grau wird. Allerdings kann auch der Purpurschwarze Täubling an der Stielbasis rostfleckig werden. Ein gutes Kennzeichen für Zweifelsfälle sind die Hyphen in der Huthaut. Der Lederstiel-Täubling hat gelb gefärbte langgestreckte Hyphen, die zwischen den normalen, blass rötlich gefärbten Hyphen liegen, beim Purpurschwarze Täubling fehlen diese Zellen.

## Ökologie
Der Lederstiel-Täubling ist wie alle Täublinge ein Mykorrhizapilz, der vorwiegend mit Weißtannen eine symbiontische Beziehung eingeht. Bon und Romagnesi bezeichnen den Täubling als typische Berg-Nadelwaldart, die bevorzugt mit Fichten und bisweilen auch mit Kiefern eine Partnerschaft eingeht. Seltener findet man den Täubling auch bei Buchen. Die Varietät occidentalis, die Bon als eigenständige Art (R. artesiana) ansieht, kommt bevorzugt im Tiefland vor. Sie geht häufig mit Eichen eine Partnerschaft ein. Wahrscheinlich können aber auch andere Laubbäume als Wirt dienen.
Krieglsteiner bezeichnet den Täubling als typische Art der Buchenwälder. So soll er vorwiegend in älteren Beständen von Rotbuchen-Waldmeister-Wäldern und Labkraut-Tannenwäldern, aber auch in nicht zu bodensauren Hainsimsen-Rotbuchenwäldern vorkommen. In Hainbuchen-Eichenwäldern, in Fichten-Forsten oder Parkanlagen soll er weit seltener zu findet sein.
Der Täubling bevorzugt mittelgründige, deutlich frische, neutrale bis alkalische, aber nur mäßig nährstoffreiche Lehmböden, meist über Kalk oder Mergel. Die Fruchtkörper erscheinen zwischen Ende Juli und Mitte November, bevorzugt im Bergland.

## Verbreitung

Europäische Länder mit Fundnachweisen des Lederstiel-Täublings.
Legende:
Länder mit Fundmeldungen
Länder ohne Nachweise
keine Daten
außereuropäische Länder

Der Lederstiel-Täubling ist nur in Europa verbreitet. Er fehlt in Nordeuropa sowie weitgehend in den Tieflagen des nördlichen Mitteleuropas, nur in den Niederlanden wurde er gefunden. Er wurde in Deutschland nachgewiesen.

## Systematik

### Infragenerische Systematik
Romagnesi und Bon stellen den Täubling in die Untersektion Melliolentinae, die ihrerseits in der Sektion Polychromae steht. Molekular phylogenetische Untersuchungen von Miller und Buyck deuten allerdings darauf hin, dass der Lederstiel-Täubling mit dem Zitronen-Täubling (R. ochroleuca) und dem Purpurschwarzer Täubling (R. atropurpurea) verwandt ist. Schon Bon weist darauf hin, dass der Lederstiel-Täubling dem Purpurschwarzen Täubling sehr ähnlich ist.

### Unterarten und Varietäten
- Russula viscida var. occidentalis

Die Varietät wurde von Bon zur Art Russula artesiana hochgestuft. Sie hat etwas leuchtendere Hutfarben, mehr rosa bis purpurweinrötlich, und entfärbt frühzeitiger. Manchmal wird der Hut von der Mitte her fast ockergrau. Der äußere Hutrand bleibt dabei rosa-weinrötlich. Das Taxon bildet eine Mykorrhiza mit Eichen-Arten und besiedelt sandig-lehmige Böden im Tiefland. In Belgien und Nordfrankreich ist die Varietät ortshäufig, sonst wenig bekannt.

## Bedeutung
Der Lederstiel-Täubling wird von der Französischen Gesellschaft für Mykologie als essbar eingestuft.